# Sid Catlett

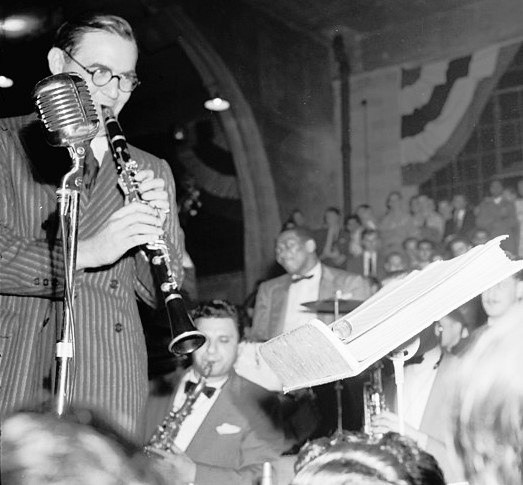
Od lewej: Benny Goodman, Vido Musso i Sid Catlett w Nowym Jorku, ok. 1946–1948

Sidney Brady Catlett ps. „Big Sid” (ur. 17 stycznia 1910 w Evansville, zm. 25 marca 1951 w Chicago) – afroamerykański perkusista jazzowy. Jeden z najwszechstronniejszych przedstawicieli tego instrumentu w historii tego gatunku muzyki.

## Życiorys
Jego ojciec był szoferem, matka zaś – kucharką, zatrudnioną przez zamożną rodzinę. Już w młodym wieku uczył się podstaw gry na fortepianie i perkusji pod okiem nauczyciela muzyki, opłacanego przez pracodawcę matki.
Jeszcze w wieku chłopięcym przeprowadził się z rodziną do Chicago. Wkrótce otrzymał w prezencie swój pierwszy zestaw perkusyjny za ok. 150 dolarów. Uczęszczał do Tilden High School, w której kontynuował naukę technik perkusyjnych oraz poznawał podstawy muzyki. Jednocześnie obserwował chicagowską scenę jazzową, zapoznając się z grą perkusistów takich, jak Zutty Singleton, „Baby” Dodds, Jaspar Taylor i Jimmy Bertrand. Największy wpływ wywarł na niego Zutty Singleton.
W 1928 zaczął grać zawodowo. Występował wówczas w zespole Darnella Howarda. Następnie pracował z orkiestrą pianisty Sammy’ego Stewarta, z którą w 1930 wyjechał do Nowego Jorku na występy w Savoy Ballroom. W 1931 zespół uległ rozwiązaniu, on zaś, podjąwszy decyzję o pozostaniu w Wielkim Jabłku, przystąpił do orkiestry bandżysty Elmera Snowdena. Grali w niej wówczas także trębacz Roy Eldridge, saksofonista Chu Berry i puzonista Dicky Wells. Od 1932 pracował jako sideman, zarówno na scenie, jak w studiu nagraniowym. Grał z zespołami: Benny’ego Cartera (1932), McKinney’s Cotton Pickers (1934–1935), Fletchera Hendersona (1936) i Dona Redmana.(1936–1938). Był ulubionym perkusistą „Króla Jazzu” Louisa Armstronga, w którego zespołach występował w latach 1938–1942 i 1947–1949. W 1941 i 1947 pracował także z big-bandem „Króla Swingu” Benny'ego Goodmana, grając obok m.in. trębacza Cootiego Williamsa. Ponadto w 1945 przez krótki czas należał do składu zespołu Duke’a Ellingtona.
W latach 40. prowadził własne zespoły i często pracował w studiach nagraniowych. Nie zaprzestał jednak grać jako sideman z czołówką jazzu, m.in. z wokalistkami Billie Holiday i Sarą Vaughan, saksofonistami Benem Websterem, Barneyem Bigardem, Eddiem „Lockjaw” Davisem, Illinois Jacquetem, Donem Byasem i Lesterem Youngiem, pianistami Artem Tatumem, Earlem Hinesem, Jamesem P. Johnsonem i Teddym Wilsonem, oraz gitarzystą Eddiem Condonem. Choć przede wszystkim był perkusistą swingowym, bez trudu radził sobie z wczesnym bebopem, nagrywając w 1945 z współtwórcami tego stylu – saksofonistą Charliem Parkerem i trębaczem Dizzym Gillespiem.

Art Blakey: Catlett siadał przy werblu i sprawiał, że brzmiał jak motyl – tak ładnie – to nie miało nic wspólnego z głośnością. Potrafił grać za pomocą pary pałek równie cicho, jak przy użyciu pary miotełek. Miotełkami zaś potrafił grać tak jak pałkami. Był mistrzem. Próbowałam się na nim wzorować.

W 1949 ze względu na zły stan zdrowia musiał zrezygnować z wyjazdów w trasy koncertowe. Nie przestał jednak grać. W rodzinnym Chicago dostał stały angaż w klubie Jazz, Ltd. W ostatnich latach życia pracował w Nowym Jorku z Condonem i kontrabasistą i bandliderem Johnem Kirbym.
Na początku 1951 zachorował na zapalenie płuc. Niedługo później, bo 25 marca, podczas koncertu wielkanocnego w The Chicago Opera House doznał śmiertelnego zawału serca. Został pochowany na cmentarzu Burr Oak w miejscowości Alsip w stanie Illinois.

### Małżeństwo i Sid junior
Jego żoną była Florence z d. Jackson, którą poznał, dając koncert w jej rodzinnym Waszyngtonie. Po ślubie małżonkowie zamieszkali w Chicago. Mieli syna – Sidneya Leona juniora (ur. 1948), który w chwili śmierci ojca miał dwa lata. Sid junior został później zawodowym koszykarzem NBA, będąc zawodnikiem Cincinnati Royals.

## Nagrody
- 1996 Wprowadzenie do Panteonu Sław Big-bandów i Jazzu (Big Band and Jazz Hall of Fame)[6] – pośmiertnie